# Serge Réal del Sarte
Serge Louis Henri Real del Sarte, né le 10 juillet 1892 dans le 17e arrondissement de Paris et mort pour la France le 1er mai 1917 à Soissons, est un étudiant aux Beaux-Arts de Paris.

## Biographie

### Famille
Serge est issu d'une famille originaire de Solesmes. Son grand père maternelle, François del Sarte est un musicien de forte notoriété. Sa mère, Magdeleine del Sarte est une peintre renommée et son père Désiré Real del Sarte est sculpteur. Son frère ainé, Maxime Real del Sarte est également sculpteur et chef des Camelots du Roi. Tandis que Yves Real del Sarte, son autre frère est musicien et secrétaire de la Ligue d'Action française. 

### Engagement politique
Il rejoint les Camelots du Roi tout comme ses frères, Yves et Maxime. Il manifeste le jour de sa rentrée aux Beaux-Arts en 1908. 
En 1909, il participe aux manifestations de l'affaire Thalamas, et est arrêté lors de l'assaut de la Sorbonne au cours du second mercredi de cette même affaire. Il est jugé le 17 décembre 1909 devant la 10e chambre correctionnelle,,.  Son procès est repris au cours du mois de décembre et le condamne à 15 jours de prison avec sursis.
En mars 1910, la Cour d'assises de la Seine acquitte Serge Real del Sarte et Guy de Bouteiller après une autre affaire, nommée l'affaire « du Domino noir »,,.  La 9e chambre correctionnelle condamne le Journal à 200 francs de dommages-intérêts pour diffamation envers Serge Real del Sarte.

### Première Guerre mondiale
Peu de temps avant la mobilisation française de 1914, il intègre le 9e régiment de cuirassiers, néanmoins il meurt pour la France le 1er mai 1917 de ses blessures de guerre. Il est inhumé au cimetière civil de Soissons,,. 